# Mustafa Ben Halim
Mustafa bin Ahmed Muhammad bin Halim, eller Mustafa Ben Halim, född 29 januari 1921 i Alexandria i Egypten, död 7 december 2021 i Förenade Arabemiraten, var en libysk politiker och affärsman som var Libyens premiärminister mellan 12 april 1954 och 25 maj 1957, under monarkin. Han var även utrikesminister och transportminister i landet under samma decennium.

## Biografi
Ben Halim föddes i exil i Alexandria 1921. Hans far, som varit en libysk handelsman, hade flyttat till Egypten efter att italienska styrkor invaderat Libyen 1911. Det var där han träffade Halims mor, som han gifte sig med och som även senare födde Mustafa och hans syskon. Mustafa började sin skolgång i en skola för libyska immigranter i Alexandria. Senare började han även på Collège Saint Marc, där en del av undervisningen genomfördes på franska.
Vid 20 års ålder tog Ben Halim en kandidatexamen i matematik. 5 år senare utexaminerades han även med en ingenjörsexamen.
Efter detta fick han en tjänst vid Egyco, en av de största ingenjörsföretagen i Egypten. Där bidrog han till många av företagets projekt i Alexandria, fram till 1950.

## Politisk karriär
I början av 1950 blev Ben Halim inbjuden till ett möte med den libyska prinsen Idris Al-Senussi. Han blev under detta möte ombedd att återvända till Libyen för att uppta en politisk roll i landet. Efter att ha tackat ja till erbjudandet blev Mustafa tillsatt som närings- och transportminister i den östra regionen Cyrenaika. Under sin tid som minister genomförde han stora infrastrukturprojekt kopplade till elektricitet och vägar.
Den 12 april 1954 tillsattes Mustafa Ben Halim som premiärminister i landet. Under sin ämbetsperiod hade han även posten som utrikesminister en tid. Som premiärminister försökte Ben Halim arbeta för att reformera Libyens styrelseskick från en monarki till en republik. Detta lyckades dock inte. Ben Halim var Libyens premiärminister fram till 25 maj 1957, då han avgick. Efter detta fick han uppdraget som Libyens ambassadör i Frankrike, mellan 1958 och 1960. Han blev då den första ambassadören för landet i Paris. Efter att ha avslutat detta uppdrag lämnade han politiken och återvände till den privata sektorn.